# Gelsomina Vono
Gelsomina Vono, detta Silvia (Catanzaro, 14 marzo 1969), è una politica italiana, senatrice nella XVIII legislatura.

## Biografia
Laureata in giurisprudenza, insegnante e avvocato, è sposata e madre di due figli.. Dopo essere stata dirigente regionale in Calabria con delega alle politiche di genere per Italia dei Valori di Antonio Di Pietro ed essere stata assessore a Soverato con una lista civica vicina al PD, alle elezioni politiche del 2018 è eletta senatrice del Movimento 5 Stelle nel collegio uninominale di Catanzaro - Vibo Valentia con il 39,18% dei voti, superando il senatore uscente Piero Aiello, di centrodestra.
Il 25 settembre 2019 abbandona il Movimento 5 Stelle e aderisce a Italia Viva di Matteo Renzi. Dall'11 ottobre 2019 è membro della 8ª Commissione Permanente (Lavori Pubblici e Comunicazioni).
Tra la fine del 2020 e l'inizio del 2021 chiede investimenti per la realizzazione del ponte sullo stretto di Messina A marzo successivo anima l'intergruppo (promosso da Forza Italia, Lega e Italia Viva) a favore dell'opera.
Il 21 gennaio 2022, alla vigilia dell'elezione del Presidente della Repubblica,  abbandona IV per aderire a Forza Italia, criticando l'atteggiamento del suo ex partito per le elezioni regionali in Calabria dell'ottobre precedente e per l'imminente elezione del Capo dello Stato. Conclude il mandato parlamentare nell'ottobre 2022.